# Черниговский район (Запорожская область)
Черни́говский райо́н (укр. Чернігівський район) — упразднённая административная единица Запорожской области Украины.
Административный центр — посёлок городского типа Черниговка.

## География
Черниговский район расположен в центральной части Запорожской области. Его площадь — 1,2 тыс. км². Большая его часть находится на Приазовской возвышенности. Граничит с Токмакским, Пологовским, Бильмакским, Бердянским, Приморским и Приазовским районами Запорожской области.
По территории района протекают реки: Токмак, Токмакчка, Каинкулак, Бандурка, Бегим-Чокрак, Крушанлы, Юшанлы, Сисикулак, Сысыкулак, Чукрак, Салтыч, Обиточная.

## История
Черниговский район создан в 1923 году.
17 июля 2020 года в результате административно-территориальной реформы район вошёл в состав Бердянского района.
В 2022 году в ходе российского вторжения в Украину территория, входившая в Черниговский район, была оккупирована РФ.
|  |  |
|  |  |

## Население
По данным переписи 2001 года, численность населения составляла 22 201 человек (из которых в городских условиях проживали 7 415, в сельских — 14 786), на 1 января 2013 года — 17 859 человек.

## Административное устройство
Район включает в себя:
| - Поселковых советов: 1 - Сельских советов: 11 | - Посёлков городского типа: 1 - Посёлков: 4 - Сёл: 36 |

### Местные советы[7]
| - Черниговский поселковый совет - Богдановский сельский совет - Верхнетокмакский сельский совет - Владовский сельский совет - Новоказанковатский сельский совет - Новомихайловский сельский совет | - Новополтавский сельский совет - Обиточненский сельский совет - Панфиловский сельский совет - Просторовский сельский совет - Стульневский сельский совет - Широкоярский сельский совет |

### Населённые пункты[8]
| - с. Александровка - с. Балашовка - с. Благодатное - с. Богдановка - с. Боевое - с. Верхний Токмак - пос. Верхний Токмак Второй - пос. Верхний Токмак Первый - с. Владовка - с. Долгое - с. Замостье | - с. Заря - с. Зелёный Яр - с. Ильино - с. Калиновка - с. Каменка - с. Квитковое - с. Котляровка - пос. Красное - с. Крыжчено - с. Ланковое - с. Могиляны | - с. Мокрый Став - с. Нижний Токмак - с. Новоказанковатое - с. Новомихайловка - с. Новополтавка - с. Обиточное - с. Петропавловка - с. Пирчино - с. Просторое - с. Розовка - с. Салтычия | - с. Степовое - пос. Стульнево - с. Стульнево - с. Тарасовка - с. Хмельницкое - пгт Черниговка - с. Чернигово-Токмачанск - с. Широкий Яр |

#### Ликвидированные населённые пункты[9]
| с. Зубов |

## Экономика
В районе есть месторождения гранита: Новополтавское и Стульневское. Разведано Новополтавское месторождение апатитов, которые являются сырьём для производства фосфорных удобрений.
Район — сельскохозяйственный. Здесь выращивают в основном зерновые культуры (пшеница, ячмень) и подсолнечник.